# Gunnar Björling

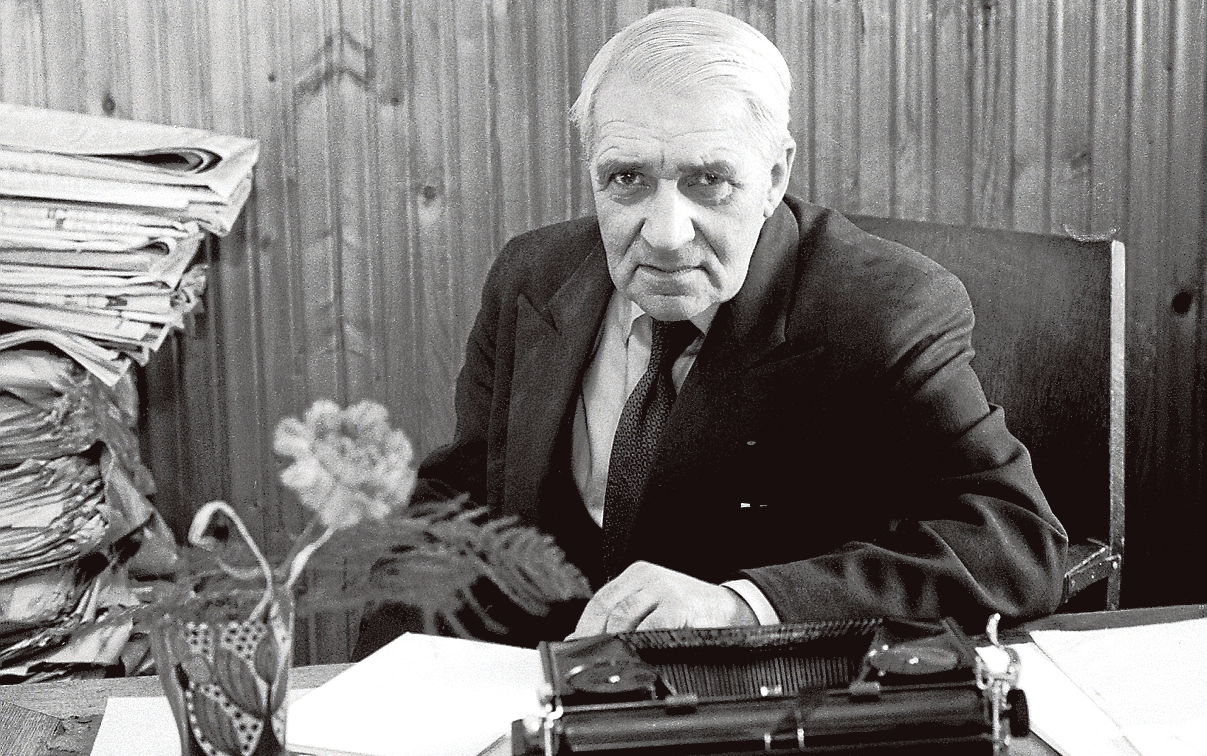
Der Lyriker Gunnar Björling

Gunnar Olof Björling (* 31. Mai 1887 in Helsinki; † 11. Juli 1960 ebenda) war ein finnlandschwedischer Lyriker und einer der Begründer des finnlandschwedischen Modernismus.

## Leben und Schaffen
Björling war der Sohn des Postbeamten und Kriegsveteranen Edvard Björling. Seine Kindheit verbrachte er in Helsinki und Wyborg, wohin der Vater 1890 versetzt wurde. Als Folge einer Hirnblutung war Björlings Vater ab 1896 stumm und teilweise gelähmt, wodurch die Familie verarmte. Von 1901 bis 1902 besuchte Gunnar Björling ein Militärinternat in Hamina und kehrte dann nach Helsinki zurück. Dort studierte er ab 1905 Philosophie. Nach seinem Abschluss 1915 wurde er Lehrer, zog sich jedoch schon bald aus dem Berufsleben zurück, um hauptberuflich Schriftsteller zu werden. Im Bürgerkrieg stand er auf der Seite der bürgerlichen Weißen Armee.
Björlings erste Buchveröffentlichung war Vilande dag, das 1922 bei dem kleinen Verlag Daimon veröffentlicht wurde, nachdem andere Verleger das Manuskript zunächst abgelehnt hatten. Seine ersten Bücher waren vom Expressionismus stark beeinflusst, gegen Ende der 1920er-Jahre wandte er sich dem Dadaismus zu. Von 1928 bis 1929 war Björling für die Zeitschrift Quosego tätig. Rabbe Enckell bezeichnete ihn als Europas letzten Dadaisten. Auch später noch häufig von Björling verwendete Stilmittel sind Veränderungen der Satzstellung und das Weglassen von Satzteilen. Ab 1930 schrieb Björling Gedichte über den Alltag, die Natur, das Licht und die Dunkelheit.
Björlings Werk ist sehr umfangreich: Ungefähr 30.000 Gedichte von ihm sind in der Åbo Akademi erhalten. Von 1922 bis 1955 veröffentlichte er mehr als zwanzig Gedichtbände.

## Werke (Auswahl)
- Vilande dag (1922)
- Korset och löftet (1925)
- Kiri-ra! (1930)
- Solgränt (1933)
- O, finns en dag (1944)
- Luft är och ljus (1946)
- Au i sitt öga (1954)
- Du går de ord (1955)
- och japanlik en metarbåt/und japangleich ein Angelboot  Aforismer och dikter/Aphorismen und Gedichte 1925-1960 (2014)